# Bar (etablissement)
 For alternative betydninger, se bar. (Se også artikler, som begynder med bar)
En bar er et udskænknings- eller serveringsetablissement med en høj disk kaldet en bardisk, som varerne serveres over.
Ordet kommer af det engelske bar, der betyder en stang (til fødderne) eller en plade.
I barer serveres bl.a. spiritus, drinks, øl og vin, men der findes også mange barer, som f.eks. isbarer og kaffebarer, der ikke serverer alkoholiske drikke.
Varesortimentet er ofte begrænset. De fleste udskænkningssteder med bar serverer for eksempel små varme retter, kager og ikke mindst peanuts og snacks.
I lande med strande og hovedsagelig godt vejr findes også strandbarer.